# Fingathing
Fingathing est un groupe de jazz instrumental et hip-hop britannique, originaire de Manchester, en Angleterre. Il est composé de Sneaky, un contrebassiste classique, et du DJ Peter Parker.

## Biographie
Peter Parker est un DJ spécialisé dans le turntablism. Il a atteint la finale de la compétition DMC britannique, où l'un des juges est Mark Rae, qui forme avec Steve Christian le duo Rae & Christian (en). Parker n'a pas gagné la compétition, mais il retrouve Rae par hasard chez un disquaire à Manchester, où ce dernier lui propose d'auditionner pour Rae & Christian. Parker rejoint le groupe, bientôt rejoint par le contrebassiste classique Sneaky.
Parker et Sneaky décident alors de monter leur propre duo. Le groupe évolue sous les labels britanniques Grand Central Records (lancé par Mark Rae) et Ninja Tune. Ils comptent quatre albums studio, et ont reçu le prix de la meilleure compilation avec Time Capsule. Toutes les pochettes d'album du groupe ont été créées par Chris Drury. Elles représentent des personnages de bande dessinée subjective[Quoi ?].
Le 28 novembre 2000 sort leur premier album, The Main Event. En mai 2004, le groupe sort son troisième album, Fingathing and the Big Red Nebula Band,.

## Projets solos
Peter Parker réalise une édition limitée d'un mix sur support CD appelé Life After Death Mix. DJ Sneaky a aussi réalisé 2 100 mix CD en édition limitée appelé Biscuit Mix et Bloody Axe Mix, puis l'EP Feel Like a King (4 janvier 2008). En janvier 2008, Sneaky annonce la réalisation de son premier album solo original, Feel Like a King... Pluck a String.

## Discographie
- 2000 : The Main Event (28 novembre 2000)
- 2002 : Superhero Music (24 juin 2002)
- 2004 : Fingathing and the Big Red Nebula Band (10 mai 2004)
- 2005 : Time Capsule: The First Five Years of Fingathing (19 septembre 2005)
- 2006 : Apocalypso (EP)
- 2014 : Return of the Thing (EP)